# Артеменко Анатолій В'ячеславович
Анато́лій В'ячесла́вович Арте́менко (нар. 25 лютого 1984 — пом. 29 жовтня 2015) — солдат 12-го окремого полку оперативного забезпечення Збройних сил України, учасник російсько-української війни.

## Життєпис
Народився 25 лютого 1984 року в селі Нова Лішня Волинської області. Згодом разом з родиною мешкав у місті Нововолинськ Волинської області. До 6 класу навчався у загальноосвітній школі села Нова Лішня, потім – у загальноосвітній школі міста Нововолинськ. В останні роки мешкав у селі Грибовиця Волинської області.
Влітку 2015 року добровольцем мобілізований до лав Збройних сил України. Пройшов військову підготовку на Яворівському військовому полігоні. Служив сапером інженерно-саперного відділення 2-ї інженерної роти 12-го окремого полку оперативного забезпечення Сухопутних військ Збройних Сил України (військова частина А3814, місто Новоград-Волинський Житомирської області).
З літа-осені 2015 року брав участь в антитерористичній операції на Сході України.
29 жовтня 2015 року ближче до вечора через вибух боєприпасів на польовому складі ЗСУ у Сватовому виникла пожежа; від детонації осколки снарядів розліталися по місту, зазнало пошкоджень багато будівель. Загинули солдати Тарас Ковальський, Станіслав Майоренко та Анатолій Артеменко (тіла Артеменка та Майоренка знайшли 2 листопада). Були й втрати серед цивільних — 1 загиблий та 1 поранений.
7 листопада 2015-го похований на кладовищі села Нова Лішня.
Залишилися сестра та вагітна дружина Світлана Лисенко. 25 листопада 2015 року у Анатолія народилася донька Богдана.

## Нагороди та вшанування
За особисту мужність, сумлінне та бездоганне служіння Українському народові, зразкове виконання військового обов'язку відзначений — нагороджений
- орденом «За мужність» ІІІ ступеня (16.1.2016, посмертно)[1]